# ناصف (عزبة)
عزبة ناصف  قرية تابعة لمركز السادات في محافظة المنوفية في جمهورية مصر العربية.